# Morning After Dark
«Morning After Dark» es una canción del productor discográfico  y rapero estadounidense Timbaland, tomada de su tercer álbum de estudio Shock Value II. La canción presenta a la cantante francés SoShy y fue lanzado como el primer sencillo del álbum el 26 de octubre del 2009.
La versión internacional de la canción presenta un verso adicional rap de la canadiense Nelly Furtado.

## Lista de canciones
CD Sencillo
1. "Morning After Dark" (featuring Nelly Furtado & SoShy) — 3:53
2. "Morning After Dark" (Chew Fu 2016 B-Boy Fix Remix) — 5:03

 Sencillo digital 
1. "Morning After Dark" (Manhattan Clique Main) — 3:28
2. "Morning After Dark" (Chew Fu 2016 B-Boy Fix Remix) — 5:02
3. "Morning After Dark" (Moto Blanco Radio) — 3:47

 Descarga digital
1. "Morning After Dark" (featuring SoShy) — 4:02

Descarga digital, versión Internacional
1. "Morning After Dark" (featuring Nelly Furtado & SoShy) — 3:53

 Dance remixes.
1. "Morning After Dark" (Chris Lake Remix) — 3:28
2. "Morning After Dark" (Kaskade Remix) — 3:47
3. "Morning After Dark" (Feed Me Remix) — 4:53
4. "Morning After Dark" (Chew Fu 2016 B-Boy Fix Remix) — 5:03

## Posicionamiento en listas
| Listas (2009)                         | Posición |
| ------------------------------------- | -------- |
| Alemania (Offizielle Deutsche Charts) | 6        |
| Aruba Top 20                          | 1        |
| Estados Unidos (Billboard Hot 100)    | 61       |
| European Hot 100                      | 8        |
| Finlandia (OFC)                       | 12       |
| Francia (SNEP)                        | 13       |
| Irlanda (IRMA)                        | 11       |
| Noruega (VG-lista)                    | 13       |
| Países Bajos (Dutch Top 40)           | 21       |
| Reino Unido (UK Singles Chart)        | 6        |
| Reino Unido (UK R&B Chart)            | 3        |
| Suecia (Sverigetopplistan)            | 6        |
| Suiza (Schweizer Hitparade)           | 21       |